# Карл Брјулов
Карл Павлович Брјулов (рус. Карл Па́влович Брюлло́в; Петроград, 12. децембар 1799 — Манцијана, 11. јун 1852), ословљаван од стране пријатеља као Карло Велики, био је руски сликар. Сматра се за кључног уметника у прелазу из неокласицизма у романтизам.

## Биографија
Рођен је у породици академика, дрворезбара и гравера Павла Ивановича Бријулова (1760—1833) који је био хугенотског порекла. Од раних година Брјулов је осећао привлачност ка Италији. Упркос образовању на Империјалној академији уметности (1809–1821), Брјулов никада није у потпуности прихватио неокласични стил који су предавали његови ментори, а који је такође промовисао његов брат Александар Брјулов. Након што се истакао као перспективан и маштовит студент и завршио школовање, отишао је из Русије у Рим где је радио до 1835. године као портретиста и жанровски сликар, мада је уметничку популарност стекао када је почео да се бави историјским сликарством.
Његово најпознатије дело Последњи дан Помпеје (1830–1833), је монументална композиција коју су Пушкин и Гогољ упоређивали са најбољим делима Рубенса и ван Дајка. Слика је створила сензацију у Италији и поставило Брјулова као једног од најбољих европских сликара свог времена. По завршетку овог посла, тријумфално се вратио у руску престоницу, где је стекао много пријатеља међу племством елитом руског друштва и стекао висок положај на Империјалној академији уметности.
Он се спомиње кроз једну анегдоту у есеју Лава Толстоја Зашто се мушкарци заглупљују? а касније и у књизи истог аутора Шта је уметност?.
Док је предавао на академији (1836–1848) развио је стил портрета који је комбиновао неокласичну једноставност са романтичарским тенденцијама.
Током рада на плафону Катедрале Светог Исака, његово здравље се нагло погоршало. По савету својих лекара, Брјулов је 1849. напустио Русију и последње три године живота провео у Италији. Умро је у селу Манцијана близу Рима и сахрањен је на тамошњем гробљу.

## Карактеристике
Брјулов опус је врхунац позног руског романтизма, периода када је осећај хармоничне целовитости и лепоте света замењен осећањем трагедије и конфликта људског живота. У првом плану његових историјских слика није борба индивидуалног хероја, као у класицизму, већ судбина ширих људских маса. У свом кључном делу Последњи дан Помпеје Брјулов је креирао комбинацију драмске акције, романтичарске светлосне ефекте и скулптуралну пластичност фигура. Слика је донела уметнику велику славу у Русији и Европи.
Изванредан мајстор церемонијалних и камерних портрета, Брјулов је у својој уметности еволуирао од радосних приказа живота у својим раним делима до замршеног психологизма својих каснијих дела, антиципирајући тако достигнућа уметника попут Иље Рјепина у другој половини 19. столећа. Брјулов је имао велики утицај на руске уметнике, међу којима је имао много следбеника и имитатора.

## Галерија
- Италијанско јутро, 1823.
- Италијански дан, 1827.
- Девојка, бере грожђе у близини Напуља, 1827.
- Сан девојке пре свитања , 1830-1833
- Ћерке Паћини, 1832.
- Последњи дан Помпеје, 1833.
- Пророчица Светлана, 1836.
- Портрет Софије Андрејевне Бобринскаје (Шувалова), 1849.